# Утков, Юрий Андреевич
Юрий Андреевич Утков (12 декабря 1936, станица Казанская, Ростовская область) — советский и российский учёный в области механизации садоводства, член-корреспондент РАСХН (1997), член-корреспондент РАН (2014).

## Биография
Окончил Кишинёвский СХИ (1959).
До 1966 г. работал техником-конструктором, старшим техником-конструктором, инженером-конструктором, старшим инженером-конструктором, руководителем группы ГКСКБ по садовиноградниковым машинам Министерства тракторного и сельскохозяйственного машиностроения СССР.
С 1966 по 1991 год в Научно-исследовательском зональном институте садоводства Нечернозёмной полосы: аспирант (1966—1968), заведующий комплексной лабораторией (1968—1973), заведующий отделом механизации (1973—1976), заместитель директора по научной работе (1976—1984), заведующий лабораторией отдела механизации (1984—1988), заместитель директора по научной работе (1988—1991), директор (март-октябрь 1991).
С 1991 г. в ФГБНУ «Всероссийский селекционно-технологический институт садоводства и питомниководства»: заместитель директора по научной работе (1991—2008), с 2008 г. — главный научный сотрудник.
Доктор технических наук (1988), профессор (1990), член-корреспондент РАСХН (1997), член-корреспондент РАН (2014).
Под его руководством и при непосредственном участии созданы ягодоуборочные комбайны семейства МПЯ-1, МПЯ-1а, МПЯ-1Б, КПЯ-1, КМЯ-3; плодоуборочные машины ВСО-25, ПСМ-55, линии для товарной обработки плодов МКН-3А, СКЯ-3.
Заслуженный деятель науки Российской Федерации (1993). Награждён медалями «Ветеран труда» (1987), «В память 850-летия Москвы» (1997), юбилейной медалью Болгарии «100 лет со дня рождения Георгия Димитрова» (1982).
Получил 115 авторских свидетельств и патентов на изобретения.
Публикации:
- Машины для механизации работ в садоводстве: кат. техники / соавт.: В. В. Бычков и др.; Всерос. селекц.-технол. ин-т садоводства и питомниководства. — М.: ИнтерОСТ-Диалог, 2005. — 82 с.
- Система производства, хранения и доведения до потребителя плодов в Нечернозёмной зоне России / соавт.: В. Ф. Воробьев и др.; Всерос. селекц.-технол. ин-т садоводства и питомниководства. — М.. 2006. — 196 с.
- Машины и лабораторное оборудование для селекционных работ в растениеводстве: справ. пособие / соавт.: В. П. Ситник и др.; Всерос. селекц.-технол. ин-т садоводства и питомниководства и др. — Воронеж: МОДЭК, 2010. — 432 с.